# HMAS Perth (D29)
Pour les autres navires du même nom, voir HMAS Perth et HMS Amphion.
Pour les articles homonymes, voir D29.
Le HMAS Perth est un croiseur léger de la Royal Navy ayant servi entre 1934 et 1939 sous le nom de  HMS Amphion, puis revendu à la Royal Australian Navy pour un service entre 1939 et 1942.
Il participe au début de la Seconde Guerre mondiale en mer Méditerranée (bataille de Grèce, bataille de Crète et campagne de Syrie) et dans l'océan Pacifique (première bataille de la mer de Java et bataille du détroit de la Sonde). C'est lors de cette dernière bataille qu'il est coulé par deux torpilles de la marine impériale japonaise.

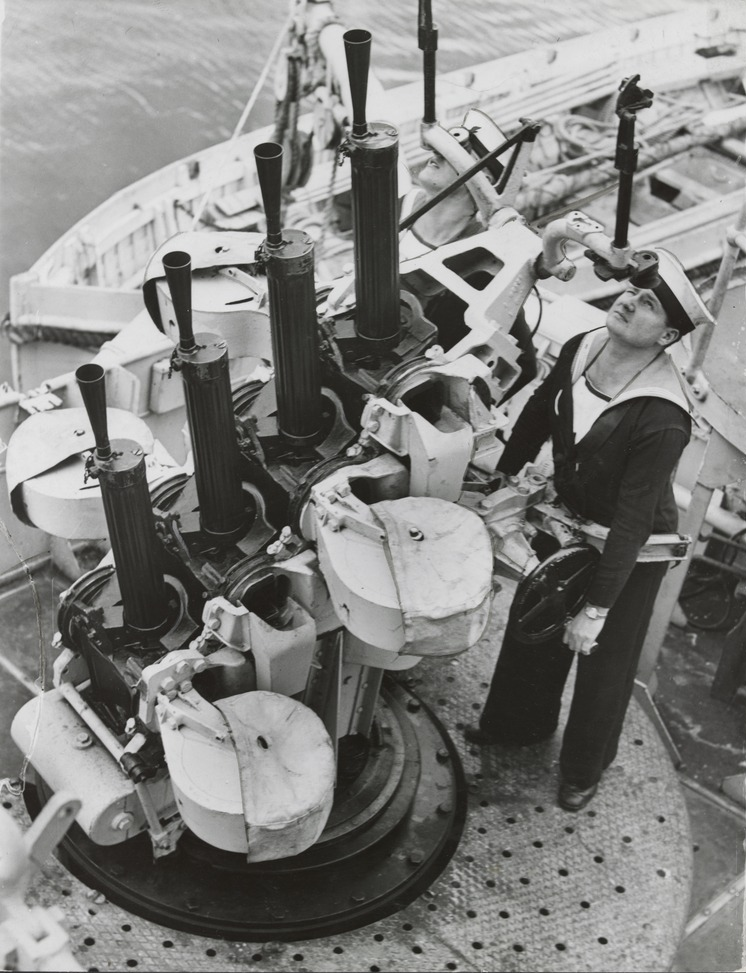
Tourelle anti-aérienne.
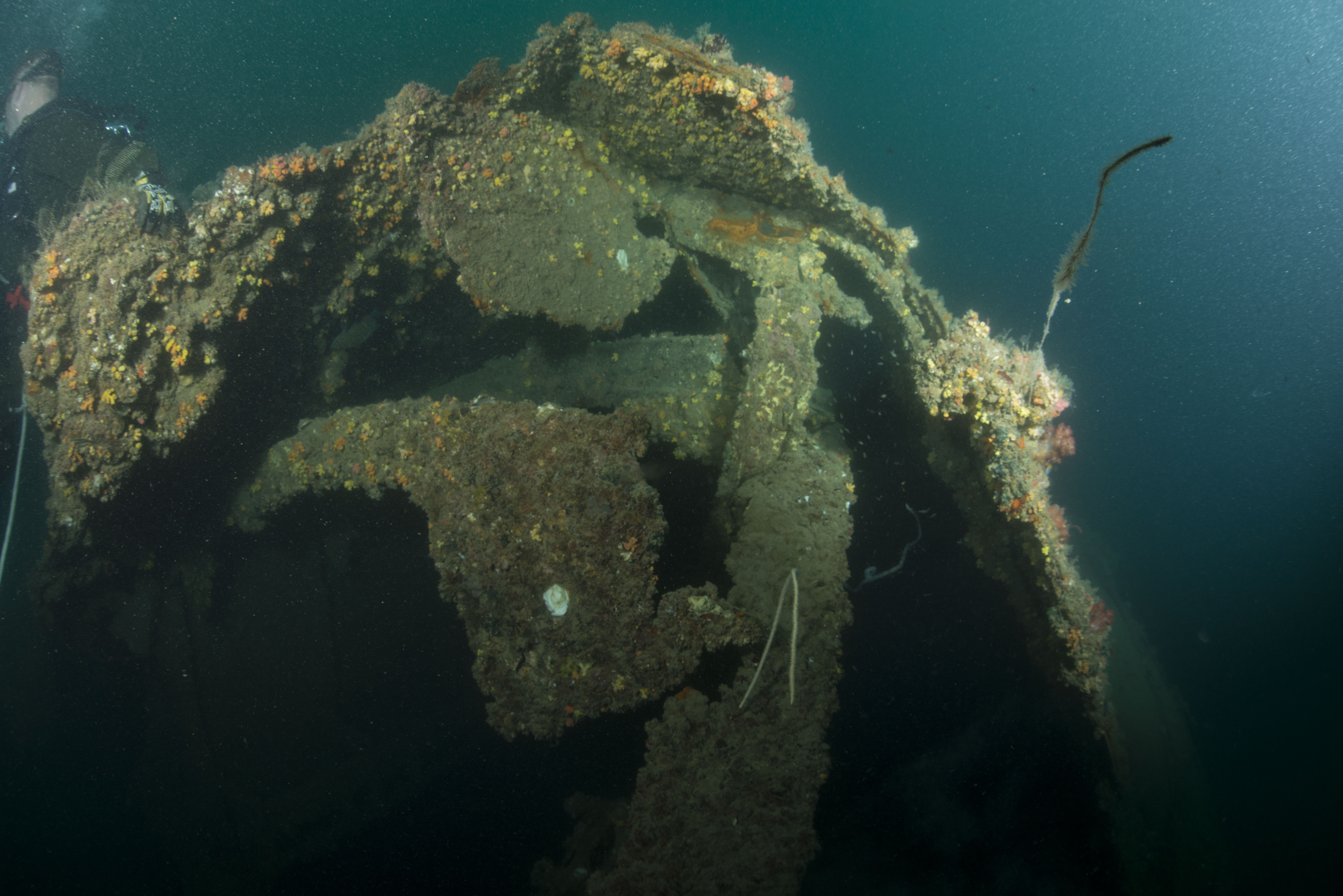
Épave du navire.
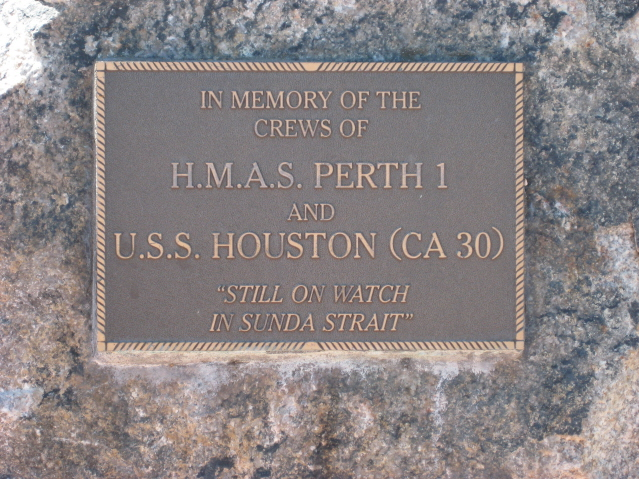
Plaque commémorative.